# Paul Rowald
Paul Rowald (* 25. Januar 1850 in Grabow; † 18. Juni 1920 in Hannover) war ein deutscher Architekt und preußischer Baubeamter.

## Leben
Paul Rowald wurde bei der Baubehörde in Berlin als Architekt ausgebildet. Er arbeitete von 1879 bis 1881 im Stadtbauamt der Stadt Berlin, 1881 bis 1887 bei der Eisenbahndirektion Frankfurt am Main und ging 1887 nach Hannover, wo er bis 1919 die Hochbauabteilung im Stadtbauamt leitete.
Er war verantwortlich für mehrere kommunale Bauten in Hannover, vor allem für Schulbauten, ebenso wie der Stadtbauinspektor Otto Ruprecht, bis 1902 Carl Wolff sein Amt als Stadtbaurat antrat.
1904 wurde Rowald an der Technischen Hochschule Hannover zum Doktor-Ingenieur (Dr.-Ing.) promoviert. Mehrere seiner erhaltenen Bauten sind heute denkmalgeschützt.

## Bauten und Entwürfe
(unvollständig)
(nach Kokkelink, siehe unten)

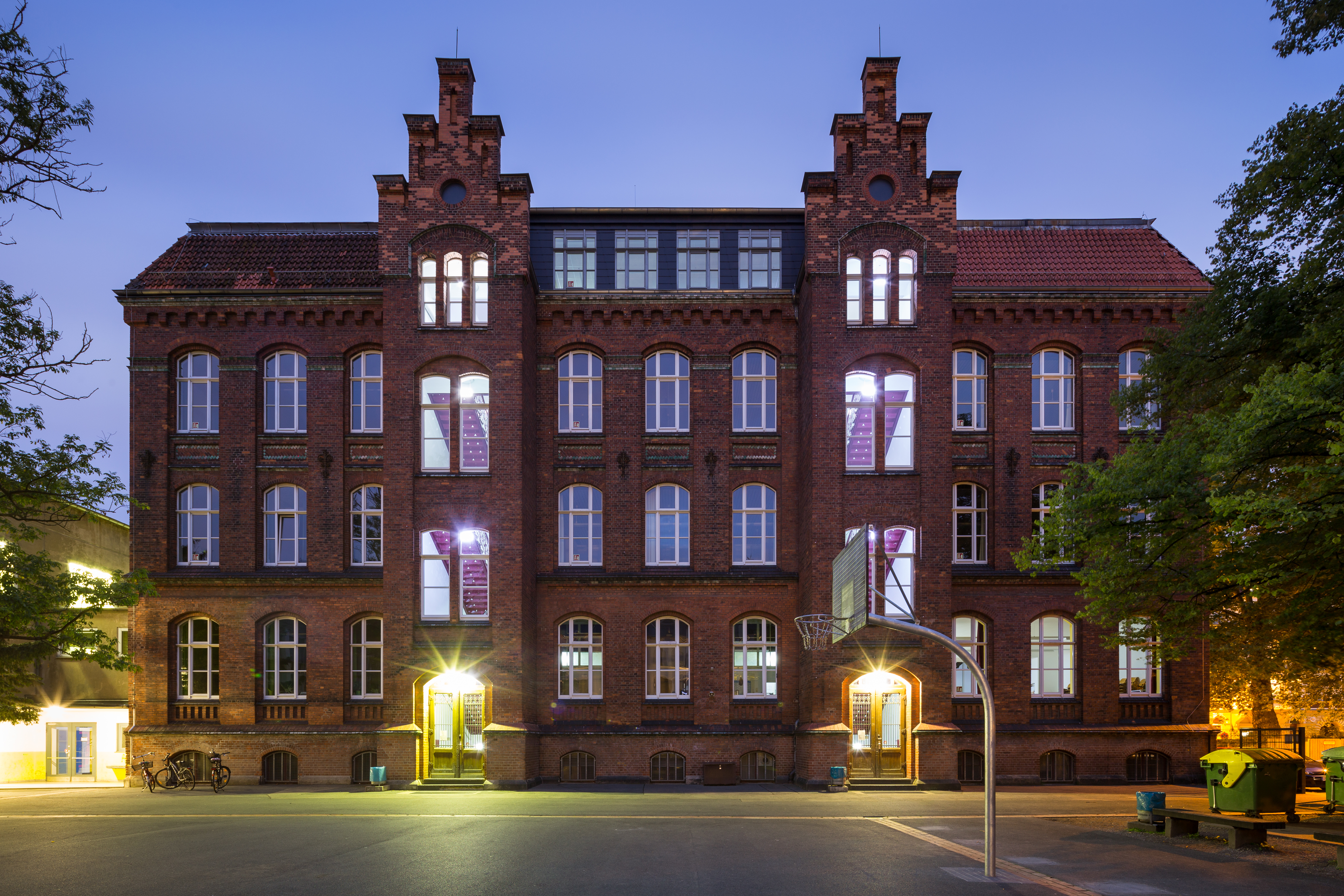
Bürgerschule Edenstraße (1895;)

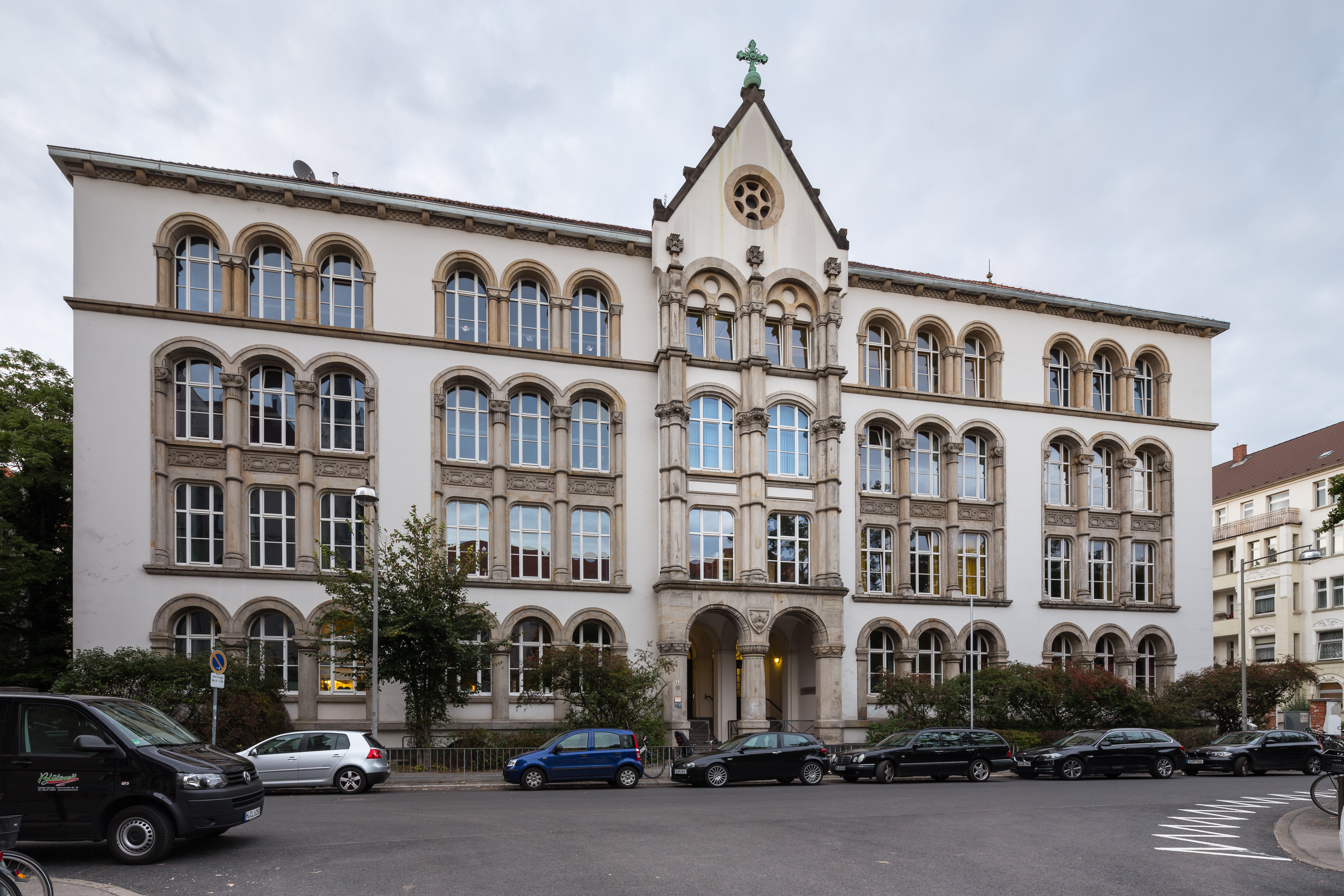
Katholische Bonifatiusschule (1902;)

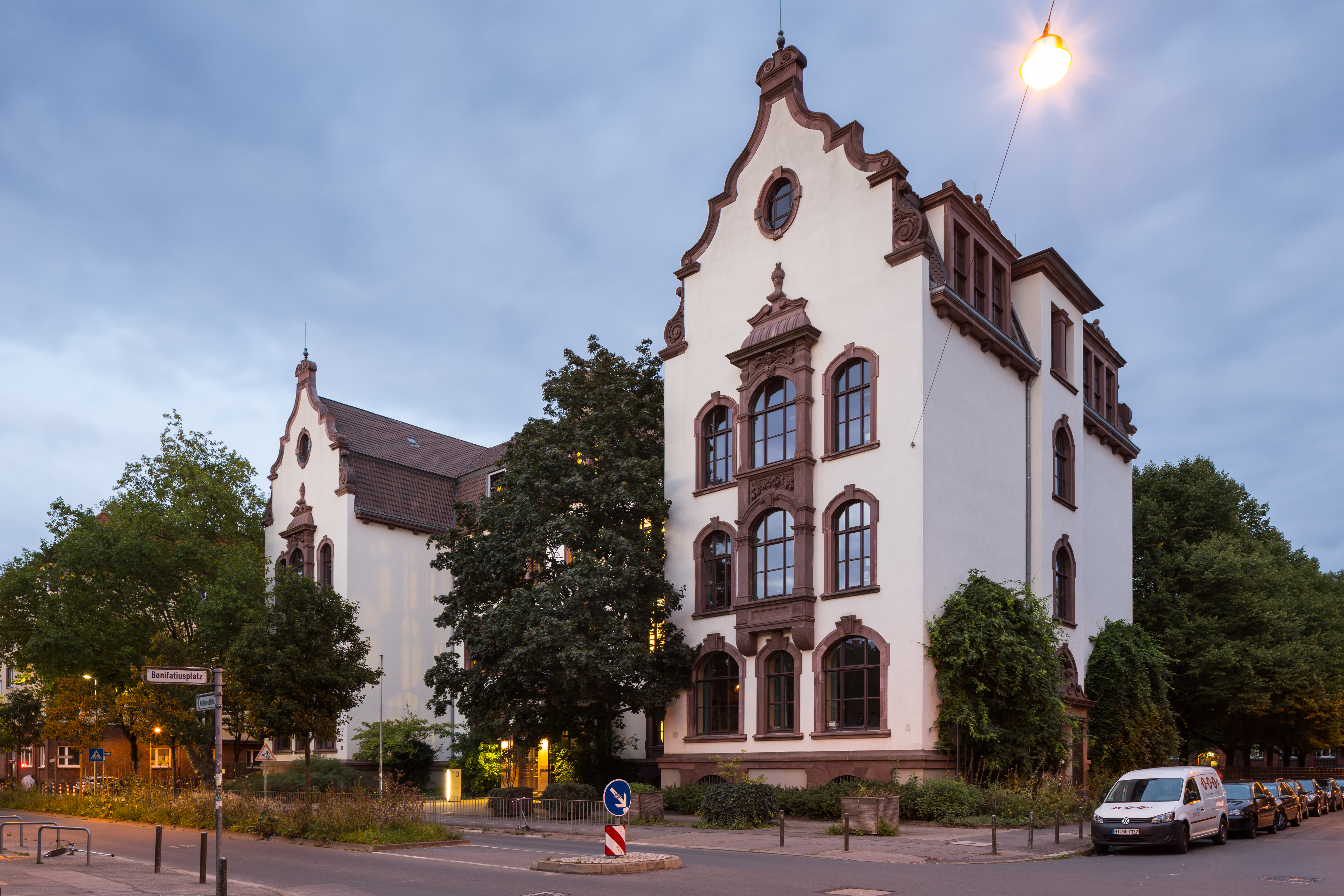
Bürgerschule, genannt Comeniusschule (1900;)

- 1882–1883: Empfangsgebäude des Bahnhofs Gelnhausen
- 1883: Empfangsgebäude des Bahnhofs Hersfeld
- 1884–1885: Altes Rathaus von Boppard (zweigeschossiger Backsteinbau im Stil der Neorenaissance)
- 1885: Empfangsgebäude des Bahnhofs Hattenheim
- 1889: Restaurierung des Innenraums der Kreuzkirche in Hannover (mit Adolf Narten)
- 1889–1891: Handwerker- und Kunstgewerbeschule Hannover, Friedrichswall / Neuer Weg (im Zweiten Weltkrieg zerstört)
- 1889–1892: Kapelle und andere Hochbauten auf dem Stadtfriedhof Stöcken in Hannover (mit Adolf Narten; unter Denkmalschutz)
- 1889–1892: Markthalle Hannover, Karmarschstraße (mit Georg Bokelberg; Eisenkonstruktion von Louis Eilers Stahlbau[2]; im Zweiten Weltkrieg überwiegend zerstört; erhaltene Teile unter Denkmalschutz)
- 1889–1892: Wohn- und Geschäftshaus mit der Ratsapotheke in Hannover, Karmarschstraße 44
- 1890: Bürgerschule Köbelingerstraße in Hannover
- 1890: Goethegymnasium in Hannover
- 1891–1895: Städtisches Krankenhaus I in Hannover, heute KRH Klinikum Nordstadt (unter Denkmalschutz)
- 1893–1894: Waldgaststätte „Neues Haus“ (nicht erhalten, heute an dieser Stelle die Hochschule für Musik und Theater mit Resten der alten Fassaden)
- 1895: Bürgerschule Edenstraße in Hannover (unter Denkmalschutz)
- 1895: Herschelschule in Hannover
- 1898–1900: Bürgerschule, genannt  Comeniusschule in Hannover-List, Kollenrodtstraße (mit Carl Wolff; unter Denkmalschutz)
- 1900: Sophienschule in Hannover-Zoo (unter Denkmalschutz)
- 1902: katholische Bürgerschule, genannt Bonifatiusschule, in Hannover-List, Bonifatiusplatz 6 (mit Carl Wolff; unter Denkmalschutz)
- 1904–1905: Gaststätte und Försterhaus im Tiergarten in Hannover-Kirchrode (nicht erhalten)
- 1907: spätere Ricarda-Huch-Schule in Hannover-List, Bonifatiusplatz (mit Carl Wolff; unter Denkmalschutz)

## Schriften
- Die neueren Formen des städtischen Wohnhauses in Deutschland. (ges. vom Verband Deutscher Architekten- und Ingenieur-Vereine i. A. des Hannoverschen Architekten- und Ingenieur-Vereins) Schmorl & von Seefeld, Hannover 1889.
- Brauch, Spruch und Lied der Bauleute. Schmorl & von Seefeld, Hannover 1892 (1. Auflage) / 1903 (2. Auflage). / Reprint nach dem Original der 2. Auflage: Schäfer, Hannover 1994, ISBN 3-88746-329-3.
- mit Georg Bokelberg: Die städtische Markthalle zu Hannover. Schmorl & von Seefeld, Hannover 1894. (mit 11 Zeichnungen)
- Beiträge zur Geschichte der Grundsteinlegung. Hannover 1904.

## Auszeichnungen
- 1898: Königlicher Kronen-Orden IV. Klasse[3]